# HD 3443
HD 3443 è un sistema stellare di magnitudine 5,57 situato nella costellazione della Balena. Dista 51 anni luce dal sistema solare.

## Osservazione
Si tratta di una stella situata nell'emisfero celeste australe; grazie alla sua posizione non fortemente australe, può essere osservata dalla gran parte delle regioni della Terra, sebbene gli osservatori dell'emisfero sud siano più avvantaggiati. Nei pressi dell'Antartide appare circumpolare, mentre resta sempre invisibile solo in prossimità del circolo polare artico. La sua magnitudine pari a 5,6 la pone al limite della visibilità ad occhio nudo, pertanto per essere osservata senza l'ausilio di strumenti occorre un cielo limpido e possibilmente senza Luna.
Il periodo migliore per la sua osservazione nel cielo serale ricade nei mesi compresi fra settembre e febbraio; da entrambi gli emisferi il periodo di visibilità rimane indicativamente lo stesso, grazie alla posizione della stella non lontana dall'equatore celeste.

## Sistema stellare
HD 3443 è un sistema stellare formato da due componenti che hanno una massa rispettivamente 1 e 0,89 volte quella del Sole. La componente principale è una stella di magnitudine 6,2, la secondaria ha una magnitudine di 6,6, ed entrambe ruotano attorno al comune centro di massa in un periodo superiore a 9166 giorni.